# Балена Ланджева
Балена Димитрова Ланджева е българска театрална, филмова, куклена и озвучаваща актриса. Известна е ролята си на Неда Дерменджиева в българския сериал „Белези“ по bTV, както и с озвучаването на филми и сериали.

## Биография
Родена е на 18 декември 1998 г. в София. Дъщеря е на Димитър Ланджев и покойната Сивина Сивинова.
Завършва Националното музикално училище „Любомир Пипков“, където пее поп и джаз.
През 2020 г. завършва НАТФИЗ „Кръстьо Сарафов“ със специалност „Актьорско майсторство за куклен театър“ при проф. Жени Пашова и покойния доц. Петър Пашов.

### Актьорска кариера
Играе в Театър „Ателие 313“, „Държавна опера – Варна“, „Държавен куклен театър – Пловдив“ и „Държавен куклен театър – Варна“.
През 2021 г. е известна с ролята си на Неда Дерменджиева в българския драматичен сериал „Белези“ по bTV, където си партнира с Климентина Фърцова.

### Кариера в дублажа
Ланджева започва да се занимава с нахсинхронен дублаж през 2008 г. когато е на 9 години. Озвучава във филмите, записани в Александра Аудио, Доли Медия Студио и Про Филмс.

## Участия в театъра
Младежки театър „Николай Бинев“
- „Тигърчето Спас“ на Йордан Тинков и Ивелин Николов по Рада Москова – режисьор Михаела Тюлева[9]
- „Кръговрат“ – автор Жени Пашова – режисьор Михаела Тюлева (дипломен спектакъл)[10][11][12][13]
- Каролине в „Принцесата и скъсаните обувки“ на Братя Грим – режисьор Славчо Маленов[14]

Ателие 313
- „Меко Казано“ – реж. Денис Симеонов[15]

Държавен куклен театър – Пловдив
- „Бомбето“ на Йордан Радичков – реж. Катя Петрова[16]

Държавен куклен театър – Варна
- „Пепеляшка“[17]
- „Гларус ретро кабаре“ – режисьор Вера Стойкова[18]
- „Принцеса Тиквичка и принц Кратунчо в царството на есента“
- „Коледа в Зимния дворец“[19]
- „Алиса в огледалния свят“ от Луис Карол[20][21][22]

Държавна опера – Варна
- Хана Чаплин и Госпожа Кугън в „Чаплин – Мюзикълът“ – режисьор Борис Панкин[23][24]
- Шензи в „Цар лъв“ – режисьор Петко Бонев[25][26]

## Роли в озвучаването
Филми (нахсинхронен дублаж)
- „Грохот на ринга“ – Уини Койл
- „Играта на играчките 2“ – Други гласове, 2008
- „Ким Суперплюс“ – Ким Суперплюс, 2019
- „Коралайн и тайната на огледалото“ – Момиче призрак, 2009
- „Сладките грозничета“ – Лидия, 2019
- „Хортън“ – Други гласове, 2008
- „Шпионски бъркотии“ – Очи, 2019

Сериали (нахсинхронен дублаж)
- „Домът на Рейвън“ – Ниа
- „Елена от Авалор“ – Наоми Търнър
- „Новаци“ – Лаура
- „Опасна сила“ – Мика, 2021
- „Сейди Спаркс“ – Вал Гарсия, 2020
- „София Първа“

Войсоувър дублаж
- „Пъстро семейство“ – Денийс, 2021

## Филмография
- „Social Medea“ (2019)[27]
- „Белези“ (2021) – Неда Дерменджиева